# هيفينا هيدون
هيفينا هيدون (8 يونيو 1930 - 5 أكتوبر 2013) ناشطة في المجتمع الويلزي وناشطة في مجال حقوق الإنسان. أصبحت شخصية بارزة في ويلز من خلال نشاطها أثناء إضراب عمال المناجم في المملكة المتحدة 1984-1985. صدرت سيرتها الذاتية في أغسطس 2015.

## حياتها ونشاطها
ولدت هيدون في برين-هنلان، ويلز، وهي ابنة كاثرين لويزا «كاتي» (ني فيليبس توفيت سنة 1996) وتوماس إدريس لويس (توفي سنة 1972). لها شقيقتان، هما فيرونا ونورما، وأخ واحد أسمه جون.
نشاطاتها:
- أصبحت ناشطة في دعم حزب العمال الويلزي لإضراب عمال المناجم 1984-1985.
- عملت هيدون سكرتيرةً لفرع (سفن سسترز) في حزب العمل، وكانت منظمًة ومتحدثًة للعديد من الاحتجاجات التي نظمتها المجموعة.
- عملت عضوًا في مجموعة دعم المرأة في وادي سوانسي.
- كرست حياتها للعديد من القضايا الاجتماعية بما في ذلك حقوق المثليين.
- كانت مديرة شراكة وادي الدليس من 1998-2001، وهي منظمة «تجد حلولًا للحرمان الاجتماعي والاقتصادي في وادي الدليس».[3][4][5]

## التصوير في وسائل الأعلام
صورت الممثلة الإنجليزية إميلدا ستونتون هيدون فيلم Pride عام 2014. فازت ستونتون بجائزة الأفلام المستقلة البريطانية وحصلت على ترشيح لجائزة BAFTA لأفضل ممثلة في دور داعم عن أدائها شخصية هيدون، التي توفيت أثناء إنتاج الفيلم في خريف عام 2013.
وِثِقَت مساهمات هيدون خلال إضراب عمال المناجم 1984-1985 في كتاب هيويل فرانسيس، التاريخ في جانبنا: ويلز وإضراب عمال المناجم 1984-1985. ثم صدرت طبعة جديدة من الكتاب في عام 2015، مخصصة لذكرى هيدون. صرح فرانسيس أن هيدون «لعبت دورًا مهمًا في بناء تحالف خاص جدًا بين LGSM (المثليات من النساء والمثليون من الرجال يدعمون عمال المناجم) ومجموعة الدعم المحلية الخاصة بنا». كما قال عن هيفينا هيدون إنها «كانت بارزة جدًا في شجاعتها وقيادتها السياسية، وفي خطاباتها العامة (بما في ذلك رالي عفان ليدو الكبير)، وفي جمع التبرعات والإضرابات وأسلوبها الفريد في التنظيم».
في عام 2006، أنشأت الفنانة الويلزية جاكلين ألكيما معرضًا فنيًا بعنوان Women with a Past، تظهر فيه هيفينا هيدون كواحدة من ست نساء. رسمت ألكيما صورًا شخصية لكل امرأة، قائلة: «وجدت شيئًا مشترك بينهم، هؤلاء مقاتلات ونساء ناشطات وما زال الإضراب معهم».